# Руд Гулит
Руд Гулит (хол. Ruud Gullit; Амстердам, 1. септембар 1962) је бивши холандски фудбалер и фудбалски тренер. Играо је на позицији нападача. У каријери наступао је за: Харлем, Фајенорд, ПСВ Ајндховен, Милан, Сампдорију и Челси. Укупно је одиграо 465 утакмица и постигао 175 голова. Наступао је за холандску репрезентацију, а највећи репрезентативни успех му је освајање европског првенства 1988. године. Као тренер водио је Челси, Њукасл јунајтед, Фајенорд, Лос Анђелес галакси и Терек Грозни. Освајач је многих индивидуалних награда, а сврстан је међу 100 најбољих фудбалера свих времена.
Гулитова сјајна игра нагнала је Џорџа Беста да 1990. године прокоментарише: „Руд Гулит је велики играч по било којим стандардима. Има све способности. Не боји се игре лоптом. И изгледа као да ужива у сваком моменту. По мом схватању то је оно што га чини бољим играчем од Марадоне. Обојица имају кључни квалитет који ћете наћи код најбољих играча: баланс. Не можете их скинути с лопте. Слично као са Пелеом, Бекенбауером и Кројфом.“

## Репрезентација
За репрезентацију је дебитовао 1981, на свој 19. рођендан, на утакмици против Швајцарске.
На ЕП 1988. у финалу је против СССР-а, Холандија је победила 2-0, а Гулит је као капитен постигао први погодак на утакмици. За државни тим је одиграо 66 утакмица и постигао 17 голова.

## Трофеји

### Харлем
- Друга лига Холандије (1) : 1979/80.

### Фајенорд
- Првенство Холандије (1) : 1983/84.
- Куп Холандије (1) : 1983/84.

### ПСВ Ајндховен
- Првенство Холандије (2) : 1985/86, 1986/87.

### Милан
- Првенство Италије (3) : 1987/88, 1991/92, 1992/93.
- Суперкуп Италије (3) : 1988, 1992, 1994.
- Куп европских шампиона (2) : 1988/89, 1989/90.
- Суперкуп Европе (2) : 1989, 1990.
- Интерконтинентални куп (2) : 1989, 1990.

### Сампдорија
- Куп Италије (1) : 1993/94.

### Челси
- ФА куп (1) : 1996/97. (као играч–тренер)

### Репрезентација Холандије
- Европско првенство (1) : 1988.